# NGC 185
NGC 185, även känd som Caldwell 18, är en dvärggalax 2,08 miljoner ljusår från jorden i stjärnbilden Cassiopeja. Den är medlem i den lokala gruppen och en satellitgalax till Andromedagalaxen (M31). NGC 185 upptäcktes av William Herschel den 30 november 1787 och katalogiserade den som "H II.707". Han  observerade objektet igen 1833 och katalogiserade den då som "h 35", och sedan 1864 då han katalogiserade den som "GC 90" i sin General Catalogue of Nebulae and Clusters. NGC 185 fotograferades först mellan 1898 och 1900 av James Edward Keeler med Crossley Reflector från Lick Observatory. Till skillnad från de flesta elliptiska dvärggalaxer innehåller NGC 185 unga stjärnhopar, och stjärnbildningen fortskred i låg takt fram till modern tid. NGC 185 har en aktiv galaktisk kärna (AGN) och klassificeras vanligtvis som en Seyfertgalax av typ 2, även om dess status som en Seyfertgalax ifrågasätts. Den är möjligen den Seyfertgalax som ligger närmast jorden, och är den enda kända Seyfertgalaxen i den lokala gruppen. 

## Avståndsmätningar
Minst två tekniker har använts för att mäta avstånd till NGC 185. Avståndsmätningstekniken för fluktuationer i ytans ljusstyrka uppskattar avstånd till galaxer baserat på hur korniga de är. Avståndet som mäts till NGC 185 med denna teknik är 2,08 ± 0,15 miljoner ljusår (640 ± 50 kparsec). NGC 185 är dock tillräckligt nära för att metoden med spetsen på den röda jättegrenen (TRGB) kan användas för att uppskatta dess avstånd. Det uppskattade avståndet till NGC 185 med denna teknik är 2,02 ± 0,2 miljoner ljusår (620 ± 60 kparsec).

## Stjärnbildning
Martínez-Delgado, Aparicio och Gallart (1999) undersökte stjärnbildningshistoriken för NGC 185 och fann att majoriteten av stjärnbildningen i NGC 185 skedde vid tidiga tidpunkter. Under den senaste miljarden år har stjärnor endast bildats nära galaxens centrum. Walter Baade upptäckte unga blå objekt i galaxen 1951, men dessa har visat sig vara stjärnhopar och inte enskilda stjärnor. En supernovarest nära centrum upptäcktes också av Martínez-Delgado et al.